# Katzwinkel
Katzwinkel è un comune di 112 abitanti della Renania-Palatinato, in Germania.

Appartiene al circondario (Landkreis) del Vulkaneifel (targa DAU) ed è parte della comunità amministrativa (Verbandsgemeinde) di Kelberg.